# SUSE Linux Enterprise Desktop
La distribución de Novell Linux Desktop es más conocida como SUSE Linux Enterprise Desktop, de uso comercial, con versión de evaluación por 60 días, aunque existe la versión gratuita llamada openSUSE.
Es una distribución con el fin de facilitar el trabajo a los usuarios, su escritorio por defecto es GNOME. También puede ser de interés para los llamados newbies que se inician en el mundo Linux.
Novell también maneja una distribución para servidores llamada SUSE Linux Enterprise Server (SLES), con varios paquetes ya instalados, como bases de datos, Apache... por lo cual Novell sacó su eslogan "Your Linux is Ready", Tu Linux está listo, hablando acerca de SUSE listo para el trabajo inmediatamente después de ser instalado.
ACtualmente pertenece a SUSE S.A.